# Francesco Matteucci
Francesco Matteucci (Lucca, 26 maggio 1847 – Lucca, 27 marzo 1912) è stato un politico italiano.
Fu sindaco di Ancona dal 1867 al 1872 e deputato alla Camera del Regno d'Italia per cinque legislature (XIX, XX, XXI, XXII, XXIII).